# Eduardo Julio Cáceres
Eduardo Julio Cáceres (Rosario, 20 de febrero de 1954 - ¿4 de agosto de 2021?) fue un futbolista argentino. Se desempeñaba como puntero izquierdo y su primer club fue Rosario Central. 

## Carrera
Su debut se produjo el 31 de marzo de 1974, cuando en un encuentro ante Vélez Sarsfield, victoria centralista 5-1, cotejo válido por la décima fecha de la zona A del Campeonato Metropolitano, el entrenador canalla Carlos Timoteo Griguol decidió su ingreso en lugar de Roberto Cabral. Cáceres marcó el quinto gol de su equipo al minuto 90. En 1975 jugó 21 partidos, marcando un gol ante Gimnasia y Esgrima de Jujuy, y al año siguiente 14, también con un gol, en este caso a Ferro Carril Oeste. Quedó luego relegado a la división de reserva, hasta que en 1978 pasó a Banfield, donde disputó 8 encuentros sin marcar goles.

### Estadística por año
| Club            | Año  | PJ | Goles |
| --------------- | ---- | -- | ----- |
| Rosario Central | 1974 | 2  | 1     |
|                 | 1975 | 21 | 1     |
|                 | 1976 | 14 | 1     |
|                 | 1977 | 0  | 0     |
| Banfield        | 1978 | 8  | 0     |
| Total           | 45   | 3  |       |

## Clubes
| Club            | País      | Año       |
| --------------- | --------- | --------- |
| Rosario Central | Argentina | 1974-1977 |
| Banfield        | Argentina | 1978      |